# Koralówka arlekin
Koralówka arlekin, wąż koralowy arlekin, arlekin (Micrurus fulvius) – gatunek jadowitego węża z rodziny zdradnicowatych (Elapidae).

## Zasięg występowania
Występuje na południu USA: w Teksasie, Luizjanie, Arkansas, Missisipi, Alabamie, Georgii, na Florydzie, Karolinie Północnej i Południowej, a także w północno-wschodnim Meksyku.

## Budowa ciała
Osobniki tego gatunku zwykle są wielkości od 51 cm do 76 cm, osobnik rekordowy mierzył 122 cm. Samice są większe od samców. Arlekin jest jednym z okazalszych gatunków z rodzaju Micrurus. Cechuje się charakterystycznym ubarwieniem typowym dla wszystkich koralówek. Są to czarno-czerwone pasy rozdzielone wąskimi kanarkowożółtymi paskami.

## Biologia i ekologia
Zamieszkuje lasy i nieużytki pokryte zaroślami.
Poluje nocą na gady, płazy, pisklęta i owady, dzień przesypia ukryty wśród butwiejących liści, w termitierach, pod wykrotami powalonych drzew albo w norach wygrzebanych przez gryzonie.

## Jad i zachowanie
Wąż ten dysponuje bardzo silnym jadem o dużej zawartości neurotoksyn, które działają paraliżująco na układ nerwowy. Ukąszenia arlekina są śmiertelne w ciągu 24 godzin przy braku pomocy medycznej. Jednak wypadki pogryzienia przez te węże zdarzają się bardzo rzadko. Możliwości kontaktów z człowiekiem ogranicza także siedlisko arlekina, który omija ludzkie obejścia.